# Sallaumines
Sallaumines est une commune française située dans le département du Pas-de-Calais en région Hauts-de-France. Ses habitants sont appelés les Sallauminois. La commune est membre de la communauté d'agglomération de Lens-Liévin.
La commune de Sallaumines, située au sud-est du département du Pas-de-Calais et limitrophe de la commune de Lens, est une ancienne commune du bassin minier du Nord-Pas-de-Calais. C’est une commune de type grand centre urbain, appartenant à l’unité urbaine de Douai-Lens, avec une population de 9 633 habitants au dernier recensement de 2022, elle a connu un pic de population en 1962 avec 15 335 habitants.
La commune a été, de la fin du XIXe siècle jusqu'à la fin des années 1980, un grand centre minier, puisque la Compagnie des mines de Courrières y a ouvert ses fosses nos 4 - 11, 5 - 12 et 13 - 18. Une avaleresse no 5 a même été tentée sans succès. Depuis 2012, la valeur universelle et historique du bassin minier du Nord-Pas-de-Calais est reconnue et inscrite sur la liste du patrimoine mondial de l’UNESCO, parmi les 353 sites du bassin minier, un site inscrit se trouve dans la commune. 

## Géographie

### Localisation
Localisée dans le sud-est du département du Pas-de-Calais, Sallaumines est une commune limitrophe, au nord-ouest, de la commune de Lens (chef-lieu d'arrondissement).
Le territoire de la commune est limitrophe de ceux de six communes.
Les communes limitrophes sont Noyelles-sous-Lens, Avion, Fouquières-lès-Lens, Lens, Loison-sous-Lens et Méricourt.

### Géologie et relief
La superficie de la commune est de 3,82 km2 ; son altitude varie de 27  à   54 mètres.

### Hydrographie
La commune, située dans le bassin Artois-Picardie, est, selon le Service d'administration nationale des données et référentiels sur l'eau (Sandre), drainée par deux cours d'eau :
- le canal de Lens, d'une longueur de 9,41 km, qui prend sa source dans la commune de Lens et se jette dans le canal de la Deûle au niveau de la commune de Courrières[4] ;

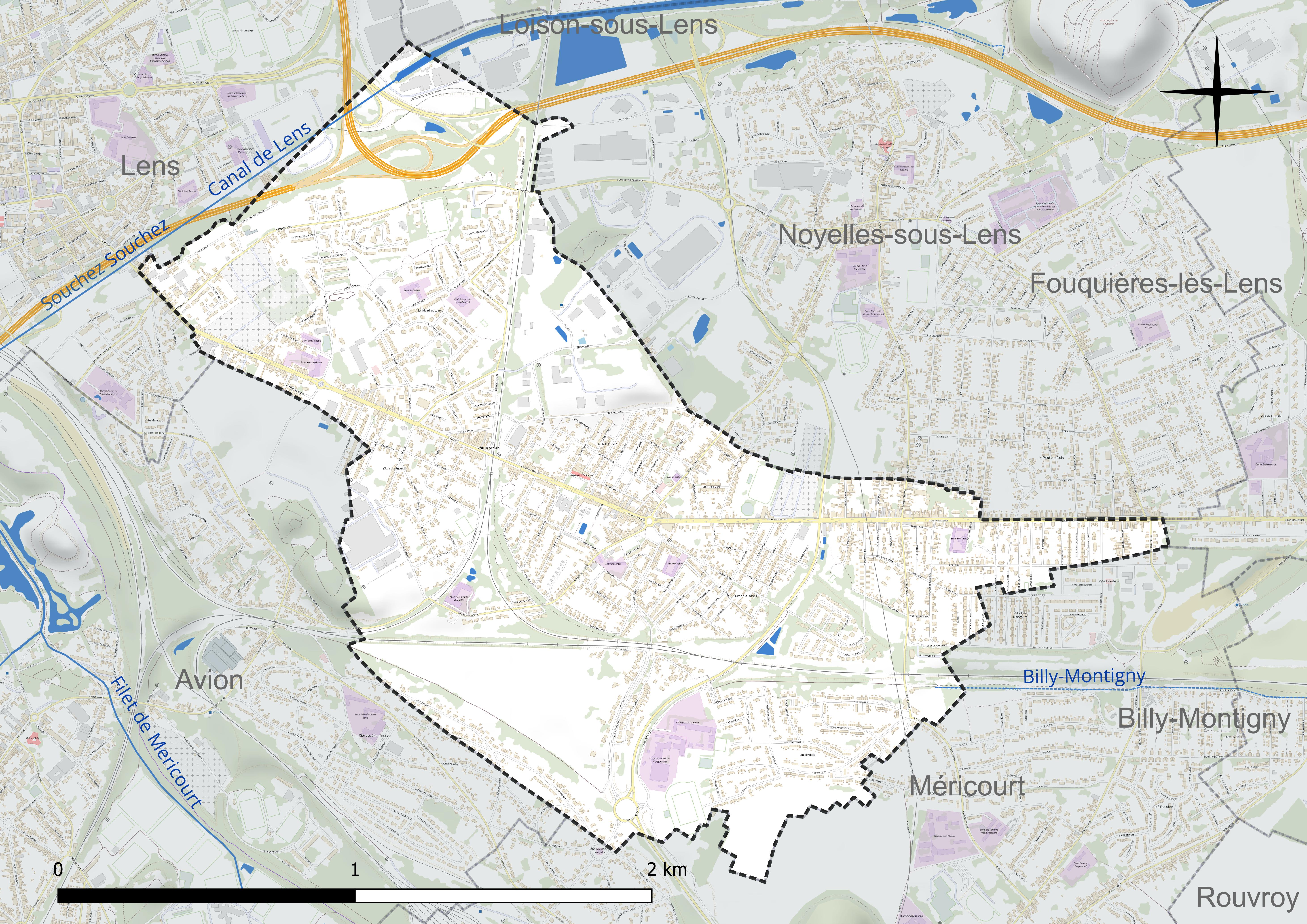
Réseau hydrographique de Sallaumines.

- le Billy-Montigny, canal d'une longueur de 1 km qui prend sa source dans la commune et termine sa course au niveau de la commune de Billy-Montigny[5] ;

### Climat
Pour des articles plus généraux, voir Climat des Hauts-de-France et Climat du Pas-de-Calais.
En 2010, le climat de la commune est de type climat océanique dégradé des plaines du Centre et du Nord, selon une étude du CNRS s'appuyant sur une série de données couvrant la période 1971-2000. En 2020, Météo-France publie une typologie des climats de la France métropolitaine dans laquelle la commune est exposée à un climat océanique et est dans la région climatique Nord-est du bassin Parisien, caractérisée par un ensoleillement médiocre, une pluviométrie moyenne régulièrement répartie au cours de l’année et un hiver froid (3 °C).
Pour la période 1971-2000, la température annuelle moyenne est de 10,5 °C, avec une amplitude thermique annuelle de 14,4 °C. Le cumul annuel moyen de précipitations est de 718 mm, avec 12,6 jours de précipitations en janvier et 8,8 jours en juillet. Pour la période 1991-2020, la température moyenne annuelle observée sur la station météorologique la plus proche, située sur la commune de Douai à 16 km à vol d'oiseau, est de 11,0 °C et le cumul annuel moyen de précipitations est de 729,2 mm,. Pour l'avenir, les paramètres climatiques de la commune estimés pour 2050 selon différents scénarios d'émission de gaz à effet de serre sont consultables sur un site dédié publié par Météo-France en novembre 2022.

## Urbanisme

### Typologie
Au 1er janvier 2024, Sallaumines est catégorisée grand centre urbain, selon la nouvelle grille communale de densité à sept niveaux définie par l'Insee en 2022.
Elle appartient à l'unité urbaine de Douai-Lens, une agglomération inter-départementale regroupant 67  communes, dont elle est une commune de la banlieue,,. Par ailleurs la commune fait partie de l'aire d'attraction de Lens - Liévin, dont elle est une commune du pôle principal,. Cette aire, qui regroupe 50 communes, est catégorisée dans les aires de 200 000 à moins de 700 000 habitants,.

### Occupation des sols
L'occupation des sols de la commune, telle qu'elle ressort de la base de données européenne d’occupation biophysique des sols Corine Land Cover (CLC), est marquée par l'importance des territoires artificialisés (92,8 % en 2018), en augmentation par rapport à 1990 (91,1 %). La répartition détaillée en 2018 est la suivante : 
zones urbanisées (89,3 %), prairies (5,2 %), zones industrielles ou commerciales et réseaux de communication (3,5 %), terres arables (2,1 %). L'évolution de l’occupation des sols de la commune et de ses infrastructures peut être observée sur les différentes représentations cartographiques du territoire : la carte de Cassini (XVIIIe siècle), la carte d'état-major (1820-1866) et les cartes ou photos aériennes de l'IGN pour la période actuelle (1950 à aujourd'hui).

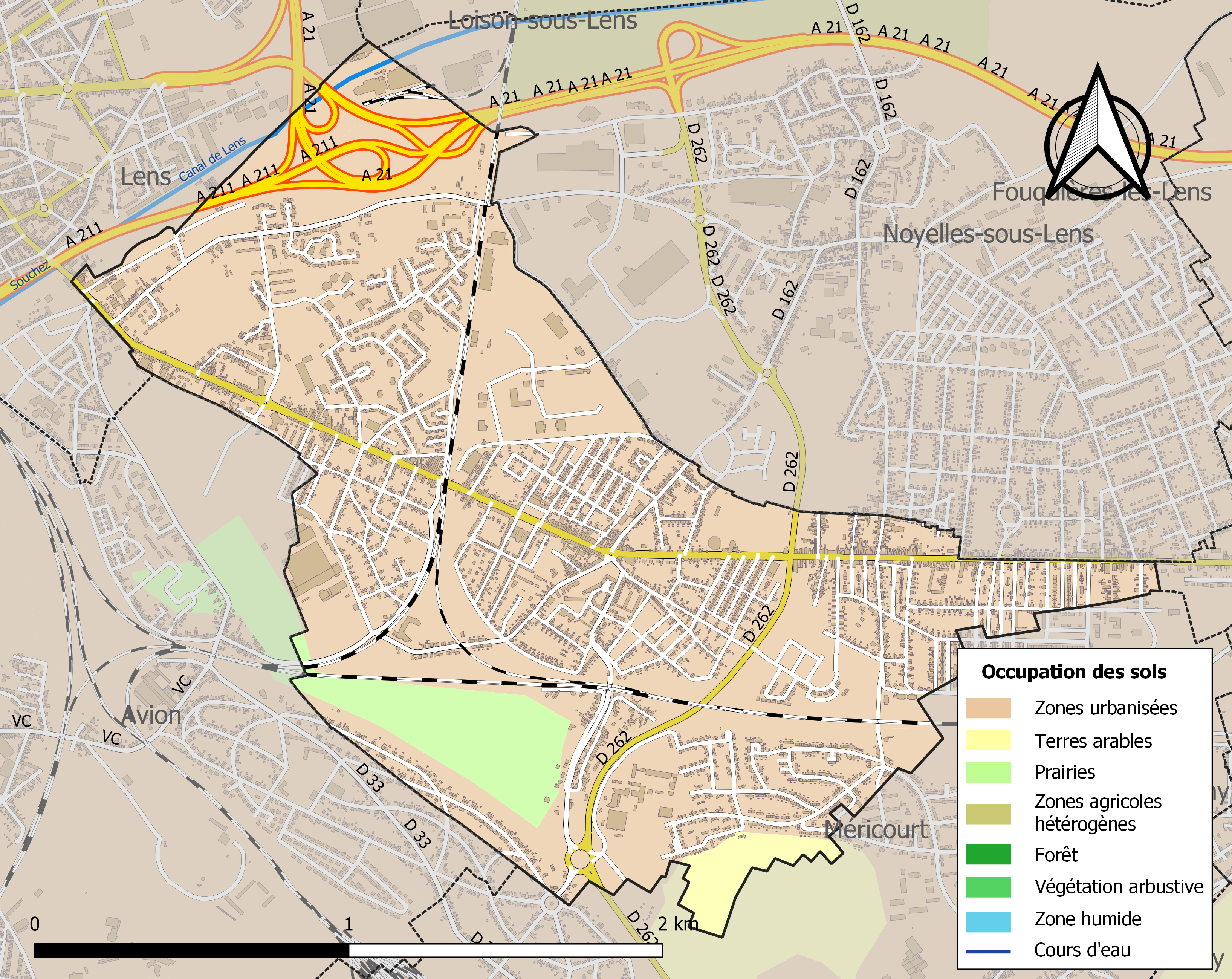
Carte des infrastructures et de l'occupation des sols de la commune en 2018 (CLC).

### Logement
En 2021, le nombre total de logements dans la commune était de 4 258, alors qu'il était de 4 351 en 2015 et de 4 172 en 2010
, soit une progression du nombre total de logements de 2,1 % depuis 2010.
Parmi ces 4 258 logements, 91,6 % étaient des résidences principales, (soit 3 903 logements), 0,1 % des résidences secondaires et 8,3 % des logements vacants. Ces logements étaient pour 83,1 % d'entre eux des maisons individuelles et pour 16,3 % des appartements.
Sur les 3 903 résidences principales, 27,1 % sont occupées par des propriétaires,  70,0 % par des locataires et 2,9 % par des personnes logées gratuitement.
Le tableau ci-dessous présente la typologie des logements à Sallaumines en 2021 en comparaison avec celle du Pas-de-Calais et de la France entière. Une caractéristique marquante du parc de logements est ainsi la faible proportion des résidences secondaires et logements occasionnels (0,1 %) par rapport au département (6,5 %) et à la France entière (9,7 %) ainsi que d'une proportion de logements vacants (8,3 %) supérieure à celle du département (7,3 %) et de la France entière (8,1 %).
| Typologie                                               | Sallaumines | Pas-de-Calais | France entière |
| ------------------------------------------------------- | ----------- | ------------- | -------------- |
| Résidences principales (en %)                           | 91,6        | 86,1          | 82,2           |
| Résidences secondaires et logements occasionnels (en %) | 0,1         | 6,5           | 9,7            |
| Logements vacants (en %)                                | 8,3         | 7,3           | 8,1            |

## Toponymie
Le nom de la localité est attesté sous les formes Salleia en 972 ; Salau en 1070 ; Saleu en 1310 ; Sallaut en 1518 ; Sallau en 1793 ; Salan, Sallau en 1801 et Sallaumines depuis 1897
L'ascendance minière transparait dans la toponymie communale.

## Histoire

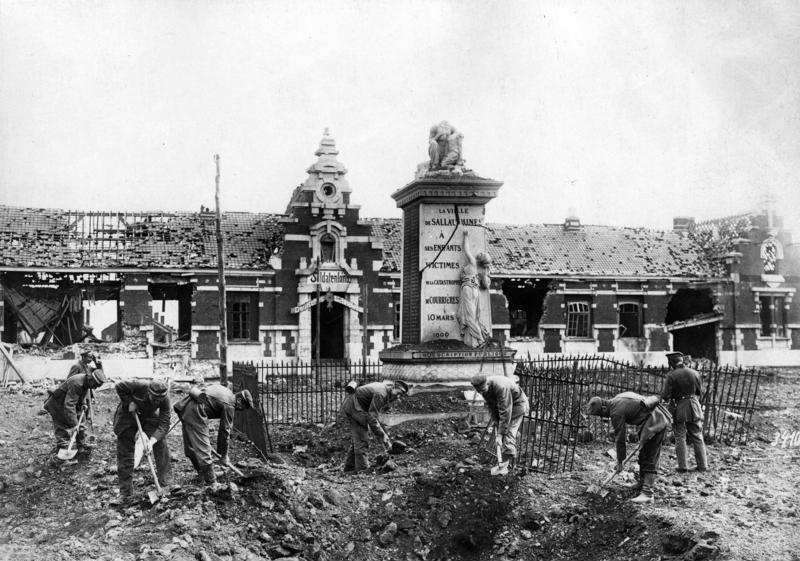
Le monument aux morts de la catastrophe de Courrières, après l'attaque de la ville par l'armée allemande en 1914.

Sallau était un petit village agricole de l'Artois, sur les bords de la Souchez, avant la découverte du charbon, qui a provoqué une industrialisation et une poussée démographique subites.
Le 22 septembre 1616, sont données au château de Terbureren, des lettres de chevalerie pour Charles de Coupigny, seigneur de Sallau, et Loccon, qui a servi depuis sa jeunesse à ses frais et dépens dans les dernières guerres de France, encore en service en qualité de lieutenant. Il est fils de feu Jean de Coupigny, seigneur du lieu, lieutenant-gouverneur des ville et château de Béthune, et de Jacqueline de Héricourt. Plusieurs de ses ancêtres ont été honorés du titre de chevalier.[pertinence contestée]
L'histoire de la région reste marquée par la catastrophe minière dite catastrophe de Courrières qui fit 1 099 morts le 10 mars 1906 sur les territoires de Billy-Montigny, Méricourt et Sallaumines, puis par la Première Guerre mondiale qui a ravagé une grande partie de la région (classée zone rouge lors de la reconstruction).

### Exploitation minière
La ville de Sallaumines se situe entièrement sur la concession des mines de Courrières. Cette compagnie y a exploité trois fosses, Fosse 4, Fosse 5 et Fosse 13.
Les travaux du puits no 4 ont commencé en mars 1865 à Sallaumines. La fosse est terminée à la fin de 1867. Le diamètre du puits est de quatre mètres. La houille contient 34 à 40 % de matières volatiles. Le puits no 11 est ajouté à partir de 1898, et est fonctionnel en 1901. La fosse est touchée en 1906 par la Catastrophe de Courrières, dont le souvenir est encore marqué aujourd'hui, notamment par plusieurs odonymes dans les communes concernées (cf. Dix-Mars ).
Une seconde catastrophe se produit le lundi 19 avril 1948, une explosion a lieu dans le puits 11. Les installations du jour sont endommagées à cause de l'effet de souffle, la cage est coincée dans le chevalement. Cette catastrophe provoque la mort de seize personnes, et en blesse grièvement 33.
Après que l'exploitation du gisement a été concentrée sur la fosse n°3/15 en 1954, la fosse cesse son activité, le puits no 11, profond de 531 mètres, est remblayé et sa machine d'extraction installée au puits no 24 à Estevelles. Les chevalements ont été abattus en 1962, date à laquelle le puits n°4 est remblayé. Le carreau a ensuite servi de parc à bois central pour le Groupe d'Hénin-Liétard jusqu'à l'arrêt du dernier siège du Groupe, en 1990/91, date à laquelle les derniers bâtiments de la fosse sont détruits. Une voie rapide a été aménagée et coupe la fosse en deux parties. En 2011, l'ancien carreau de mine est réhabilité avec la construction de nouveaux logements.
Un premier puits, dit avaleresse no 5, est tout d'abord creusé sur le site, à Sallaumines, mais il est abandonné à la profondeur de 24 mètres. Un second puits, dit fosse no 5, a été ouvert à cinquante mètres du premier, à l'aide d'une tour en tôle que l'on a descendu jusqu'à 35 mètres du sol. On épuise jusqu'à 1 300 mètres cubes d'eau à l'heure, au moyen de trois pompes, dont deux de 55 centimètres et une d'un mètre de diamètre, marchant avec une course de trois mètres. Le diamètre du puits est de 4,50 mètres. Le siège est ouvert à partir du 15 mai 1877. Il porte le nom de Constant Mathieu, directeur de la Compagnie. Le puits no 12 est ajouté en 1905.
Les puits no 5 et 12, respectivement profonds de 676 et 823 mètres, ont été remblayés en décembre 1988. Les principales installations ont été démolies en 1990.
Subsistent encore de nos jours, les bains douches et la lampisterie, occupés par les services techniques de la ville de Sallaumines, les magasins de stockage, la salle de paye et le logement de concierge sont encore visibles mais abandonnés et vandalisés. L'ancien site minier est en cours de réhabilitation est intégré à la Zone Industrielle de la Galance.

### Première Guerre mondiale
La commune est décorée de la croix de guerre 1914-1918 par décret du 25 septembre 1920, distinction également attribuée à 276 autres communes du Pas-de-Calais.

### Immigration polonaise
Sallaumines a accueilli, comme de nombreux autres communes du reste du bassin minier régional, des mineurs et leurs familles venus dans le cadre de l'immigration polonaise dans le Nord de la France dans les années 1920.

### Seconde Guerre mondiale
C'est un enfant de Sallaumines qui fut un des chefs de file de la Résistance et de la grève patriotique des cent mille mineurs du Nord-Pas-de-Calais en mai-juin 1941, Julien Lhommet, évadé en 1940 de la prison de Cuincy (Nord), avec Auguste Lecœur, aussi épaulé par Nestor Calonne et Gustave Lecointe.
C'est dans la commune proche de Montigny-en-Gohelle, dans le Pas-de-Calais, à la fosse 7 de la Compagnie des mines de Dourges, que la grève a démarré, avec Émilienne Mopty et Michel Brulé (1912-1942), privant les Allemands de 93 000 tonnes de charbon pendant près de 2 semaines. C'est l'un des premiers actes de résistance collective à l'occupation nazie en France et le plus important en nombre, qui se solda par 414 arrestations en 3 vagues, la déportation de 270 personnes, 130 mineurs étant par ailleurs fusillés à la Citadelle d'Arras. Après-guerre, la commune est aussi au centre de trois événements nationaux, la bataille du charbon (1945-1947), suivie des grève des mineurs de 1947 et de celles de 1948.

## Politique et administration

### Découpage territorial
La commune se trouve  dans l'arrondissement de Béthune du département du Pas-de-Calais.

#### Commune et intercommunalités
La commune est membre de la communauté d'agglomération de Lens-Liévin qui regroupe 36 communes et totalise 242 587 habitants en 2021.

#### Circonscriptions administratives
La commune faisait partie de 1793 à 1904 du canton de Lens, année où il est scindé et elle intègrée au canton de Lens-Est. Dans le cadre du redécoupage cantonal de 2014 en France, la commune est désormais rattachée au canton d'Avion.

#### Circonscriptions électorales
Pour l'élection des députés, la commune fait partie depuis 2012 de la troisième circonscription du Pas-de-Calais.

### Élections municipales et communautaires

#### Élections municipales 2020
- Maire sortant : Christian Pedowski  (PCF)
- 29 sièges à pourvoir au conseil municipal (population légale 2017 : 9 715 habitants)
- 3 sièges à pourvoir au conseil communautaire (CA de Lens-Liévin)

| Tête de liste  | Tête de liste      | Liste          | Premier tour | Premier tour | Sièges | Sièges |
| Tête de liste  | Tête de liste      | Liste          | Voix         | %            | CM     | CC     |
| -------------- | ------------------ | -------------- | ------------ | ------------ | ------ | ------ |
|                | Christian Pedowski | PCF            | 1 693        | 69,22        | 25     | 3      |
|                | Éric Guisgand      | RN             | 557          | 22,77        | 3      | 0      |
|                | Jean-Michel Humez  |                | 196          | 8,01         | 1      | 0      |
|                |                    |                |              |              |        |        |
| Inscrits       | Inscrits           | Inscrits       | 6 624        | 100,00       |        |        |
| Abstentions    | Abstentions        | Abstentions    | 4 092        | 61,78        |        |        |
| Votants        | Votants            | Votants        | 2 532        | 38,22        |        |        |
| Blancs et nuls | Blancs et nuls     | Blancs et nuls | 86           | 1,29         |        |        |
| Exprimés       | Exprimés           | Exprimés       | 2 446        | 36,93        |        |        |

#### Liste des maires
| Période                                  | Période                    | Identité            | Étiquette     | Qualité |
| ---------------------------------------- | -------------------------- | ------------------- | ------------- | --- |
| Les données manquantes sont à compléter. |                            |                     |               | |
| mai 1912                                 | mai 1925                   | Constant Delplanque | SFIO puis PCF | Houilleur |
| mai 1925                                 | mai 1935                   | Jacques Louart,     | SFIO          | Ouvrier mineur, ancien adjoint Député du Pas-de-Calais (2e circ. de Béthune) (1928 → 1936) Conseiller d'arrondissement (1920 → 1928)               |
| mai 1935                                 | 1939                       | Francis Jiolat      | PCF           | Ouvrier mineur |
| Les données manquantes sont à compléter. |                            |                     |               | |
| 1944                                     | octobre 1949               | Francis Jiolat      | PCF           | Ouvrier mineur Conseiller général de Lens-Est (1945 → 1949) Décédé en fonction                                                                     |
| octobre 1949                             | mai 1953                   | Henri Fache         | PCF           | |
| mai 1953                                 | 1986                       | Jules Tell          | PCF           | Conducteur de travaux, ancien résistant FTPF Conseiller général de Lens-Est (1966 → 1988) Démissionnaire                                           |
| 1986                                     | mai 2010                   | Gilbert Rolos       | PCF           | Instituteur et directeur d'école, maire honoraire Conseiller régional (1999 → 2010) Vice-président de la CA de Lens-Liévin[Quand ?] Démissionnaire |
| mai 2010                                 | En cours (au 5 avril 2022) | Christian Pedowski  | PCF           | Formateur dans l’enseignement professionnel Vice-président de la CA de Lens-Liévin Réélu pour le mandat 2014-2020, Réélu pour le mandat 2020-2026, |

### Autres élections
Lors de l'élection présidentielle de 2022, les électeurs de la commune se sont exprimés à 65,06 % pour Marine Le Pen et à 34,94 % pour Emmanuel Macron, puis aux élections européennes du 9 juin 2024 à 52,34 % pour la liste du Rassemblement national.

### Jumelages
La commune est jumelée avec :
| Ville | Ville            | Pays | Pays      | Période     |
| ----- | ---------------- | ---- | --------- | ----------- |
|       | Lugau/Erzgeb.    |      | Allemagne | depuis 1976 |
|       | Tchystiakove     |      | Ukraine   | depuis 1990 |
|       | Trbovlje         |      | Slovénie  | depuis 1984 |
|       | Wodzisław Śląski |      | Pologne   | depuis 1990 |

## Équipements et services publics

### Justice, sécurité, secours et défense

#### Sécurité
Une zone de sécurité prioritaire a été classée le 14 février 2014 à Lens-Sallaumines et dans le quartier la Grande Résidence, posant la question de la délinquance, de l'économie souterraine et de la hausse des cambriolages, réclamée par les syndicats de police.

## Population et société

### Démographie

#### Évolution démographique
L'évolution du nombre d'habitants est connue à travers les recensements de la population effectués dans la commune depuis 1793. Pour les communes de plus de 10 000 habitants les recensements ont lieu chaque année à la suite d'une enquête par sondage auprès d'un échantillon d'adresses représentant 8 % de leurs logements, contrairement aux autres communes qui ont un recensement réel tous les cinq ans,.

En 2022, la commune comptait 9 633 habitants, en évolution de −1,69 % par rapport à 2016 (Pas-de-Calais : −0,72 %, France hors Mayotte : +2,11 %).
| 1793 | 1800 | 1806 | 1821 | 1831 | 1836 | 1841 | 1846 | 1851 |
| ---- | ---- | ---- | ---- | ---- | ---- | ---- | ---- | ---- |
| 125  | 132  | 148  | 183  | 191  | 182  | 186  | 173  | 190  |

| 1856 | 1861 | 1866 | 1872 | 1876 | 1881  | 1886  | 1891  | 1896  |
| ---- | ---- | ---- | ---- | ---- | ----- | ----- | ----- | ----- |
| 189  | 343  | 495  | 540  | 765  | 1 339 | 1 650 | 2 057 | 2 767 |

| 1901  | 1906  | 1911  | 1921  | 1926   | 1931   | 1936   | 1946   | 1954   |
| ----- | ----- | ----- | ----- | ------ | ------ | ------ | ------ | ------ |
| 3 497 | 4 994 | 8 215 | 3 565 | 14 049 | 14 749 | 12 488 | 13 102 | 14 541 |

| 1962   | 1968   | 1975   | 1982   | 1990   | 1999   | 2006   | 2011  | 2016  |
| ------ | ------ | ------ | ------ | ------ | ------ | ------ | ----- | ----- |
| 15 335 | 14 768 | 12 971 | 12 081 | 11 036 | 10 677 | 10 413 | 9 649 | 9 799 |

| 2021  | 2022  | - | - | - | - | - | - | - |
| ----- | ----- | - | - | - | - | - | - | - |
| 9 650 | 9 633 | - | - | - | - | - | - | - |

#### Pyramide des âges
La population de la commune est relativement jeune.
En 2018, le taux de personnes d'un âge inférieur à 30 ans s'élève à 39,8 %, soit au-dessus de la moyenne départementale (36,7 %). À l'inverse, le taux de personnes d'âge supérieur à 60 ans est de 24,1 % la même année, alors qu'il est de 24,9 % au niveau départemental.
En 2018, la commune comptait 4 620 hommes pour 5 034 femmes, soit un taux de 52,14 % de femmes, légèrement supérieur au taux départemental (51,50 %).
Les pyramides des âges de la commune et du département s'établissent comme suit.
| Hommes | Classe d’âge | Femmes |
| ------ | ------------ | ------ |
| 0,2    | 90 ou +      | 1,5    |
| 4,5    | 75-89 ans    | 9,1    |
| 15,7   | 60-74 ans    | 16,9   |
| 17,6   | 45-59 ans    | 17,6   |
| 19,8   | 30-44 ans    | 17,3   |
| 18,9   | 15-29 ans    | 17,9   |
| 23,4   | 0-14 ans     | 19,7   |

| Hommes | Classe d’âge | Femmes |
| ------ | ------------ | ------ |
| 0,5    | 90 ou +      | 1,6    |
| 5,6    | 75-89 ans    | 8,9    |
| 16,7   | 60-74 ans    | 18,1   |
| 20,2   | 45-59 ans    | 19,2   |
| 18,9   | 30-44 ans    | 18,1   |
| 18,2   | 15-29 ans    | 16,2   |
| 19,9   | 0-14 ans     | 17,9   |

### Cultes
Les catholiques de Sallaumines dépendent de la paroisse Bienheureux Marcel-Callo-en-Mines du doyenné de Lens-Liévin du diocèse d'Arras qui regroupe également les clochers de Saint-Vaast de Loison-sous-Lens, Saint-Martin de Méricourt, Sainte-Barbe de Méricourt, et Saint-Amand de Noyelles-sous-Lens.

## Économie

### Revenus de la population et fiscalité
En 2021, la commune compte 3 596 ménages fiscaux, regroupant 8 517 personnes.
Le revenu fiscal médian par ménage, le taux de pauvreté des ménages et la part des ménages fiscaux imposés de la commune, du département du Pas-de-Calais et de la métropole sont les suivants :
- le revenu fiscal médian par ménage de la commune est de 16 370 €, inférieur à celui du département du Pas-de-Calais (20 720 €) et inférieur à celui de la France métropolitaine (23 080 €)[Insee 6],[Insee 7],[Insee 8] ;
- le taux de pauvreté des ménages de la commune est de 35 %, de 18,4 % au niveau du département et de 14,9 % au niveau de la métropole[Insee 9],[Insee 10],[Insee 11] ;

- la part des ménages fiscaux imposés dans la commune est de 26 %, de 44,1 % au niveau du département et de 53,4 % au niveau de la métropole[Insee 6],[Insee 7],[Insee 8].

### Entreprises et commerces

#### Activités hors agriculture
355 établissements marchands non agricoles sont économiquement actifs en 2022 à Sallaumines,,.
| Secteur d'activité                                                                                        | Commune | Commune | Département |
| Secteur d'activité                                                                                        | Nombre  | %       | %           |
| --- | ------- | ------- | ----------- |
| Ensemble                                                                                                  | 355     | 100 %   | (100 %)     |
| Industrie manufacturière, industries extractives et autres                                                | 25      | 7,0 %   | (6,8 %)     |
| Construction                                                                                              | 58      | 16,3 %  | (10,6 %)    |
| Commerce de gros et de détail, transports, hébergement et restauration                                    | 138     | 38,9 %  | (29,3 %)    |
| Information et communication                                                                              | 10      | 2,8 %   | (1,9 %)     |
| Activités financières et d'assurance                                                                      | 6       | 1,7 %   | (5,0 %)     |
| Activités immobilières                                                                                    | 0       | 0,0 %   | (4,9 %)     |
| Activités spécialisées, scientifiques et techniques et activités de services administratifs et de soutien | 37      | 10,4 %  | (14,2 %)    |
| Administration publique, enseignement, santé humaine et action sociale                                    | 51      | 14,4 %  | (16,8 %)    |
| Autres activités de services                                                                              | 30      | 8,5 %   | (10,5 %)    |

Deux secteurs sont prépondérants sur la commune : celui du commerce de gros et de détail, des transports, de l'hébergement et de la restauration et celui de la construction puisqu'ils représentent respectivement 38,9 % et 16,3 % du nombre total d'établissements de la commune, contre respectivement 29,3 % et 10.6 % au niveau département.
Sallaumines est le siège et le principal établissement de la Société Durisotti, fondée le 15 mars 1956 à Sallaumines par les frères, Bruno et Louis Durisotti. Le constructeur-carrossier est spécialisé dans la transformation de véhicules. Elle est reprise en 2019 par le groupe britannique GFG Alliance puis, en juillet 2024, par l’industriel GTE-Automotive, dont le siège est à Lesquin (Nord).

#### Agriculture
La commune est dans l'« Artois », une petite région agricole dans le département du Pas-de-Calais. En 2020, l'orientation technico-économique de l'agriculture  sur la commune est la culture de légumes ou champignons. 
|               | 1988 | 2000 | 2010 | 2020 |
| ------------- | ---- | ---- | ---- | ---- |
| Exploitations | 3    | 2    | 2    | 1    |
| SAU (ha)      | 2    | 2    | 3    | 2    |

Le nombre d'exploitations agricoles en activité et ayant leur siège dans la commune est très faible, 3 lors du recensement agricole de 1988  à 2 en 2000 puis à 2 en 2010 et enfin à 1 en 2020, soit une baisse de 67 %. La surface agricole utilisée sur la commune est restée stable, 2 ha en 1988 et 2 ha en 2020. Parallèlement la surface agricole utilisée moyenne par exploitation a augmenté, passant de 1 à 2 ha,.

## Culture locale et patrimoine

### Lieux et monuments

#### Patrimoine mondial
Depuis le 30 juin 2012, la valeur universelle et historique du bassin minier du Nord-Pas-de-Calais est reconnue et inscrite sur la liste du patrimoine mondial l’UNESCO. Parmi les 353 sites, répartis sur 109 lieux inclus dans le périmètre du bassin minier, le site no 56 de Sallaumines est constitué de la cité pavillonnaire Deblock et de maisons d'ingénieurs dans cette même cité, construites pour la fosse nos 5 - 12 des mines de Courrières,.

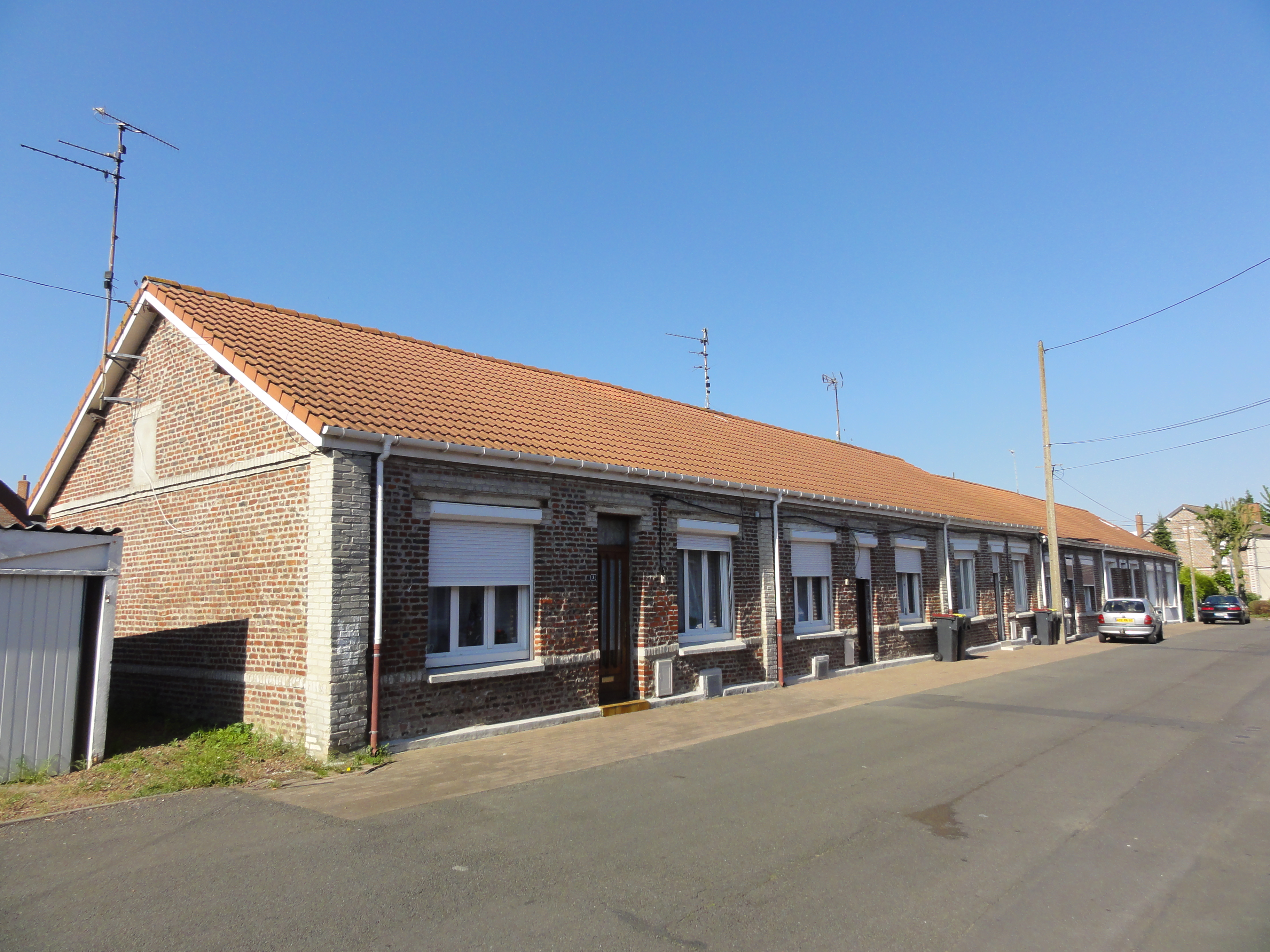
Un coron d'habitations de plain-pied.
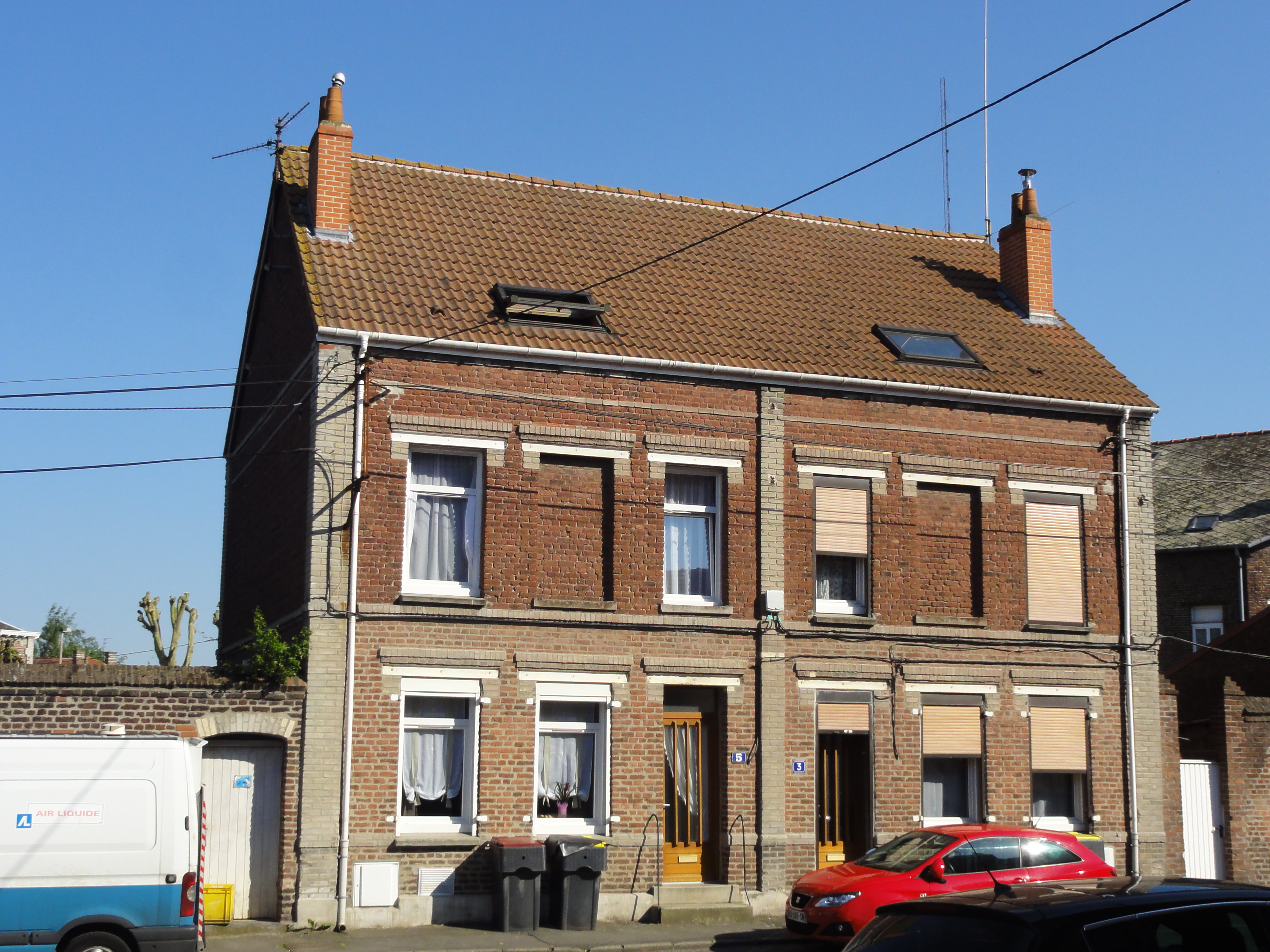
Des habitations…
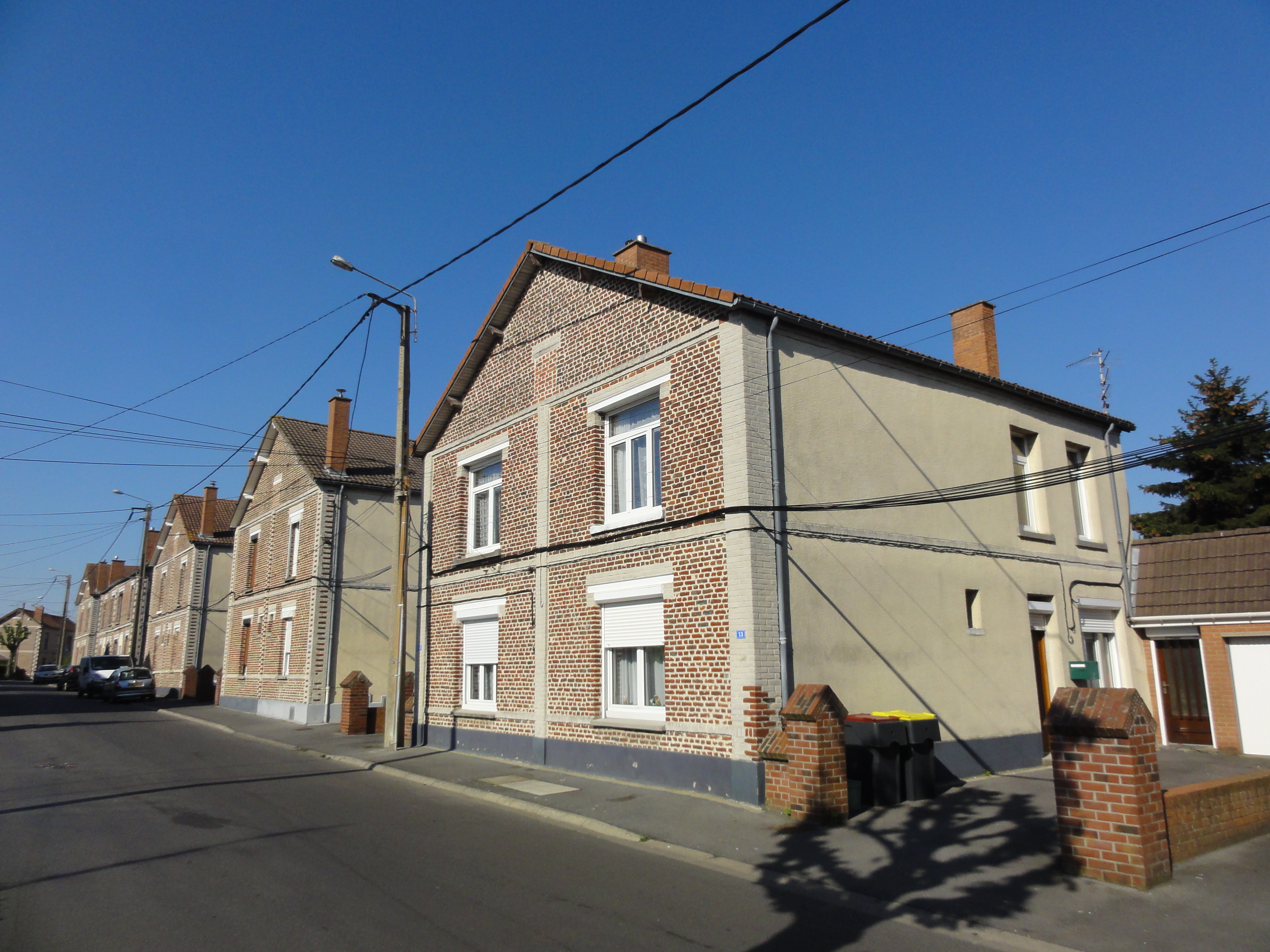
…groupées…
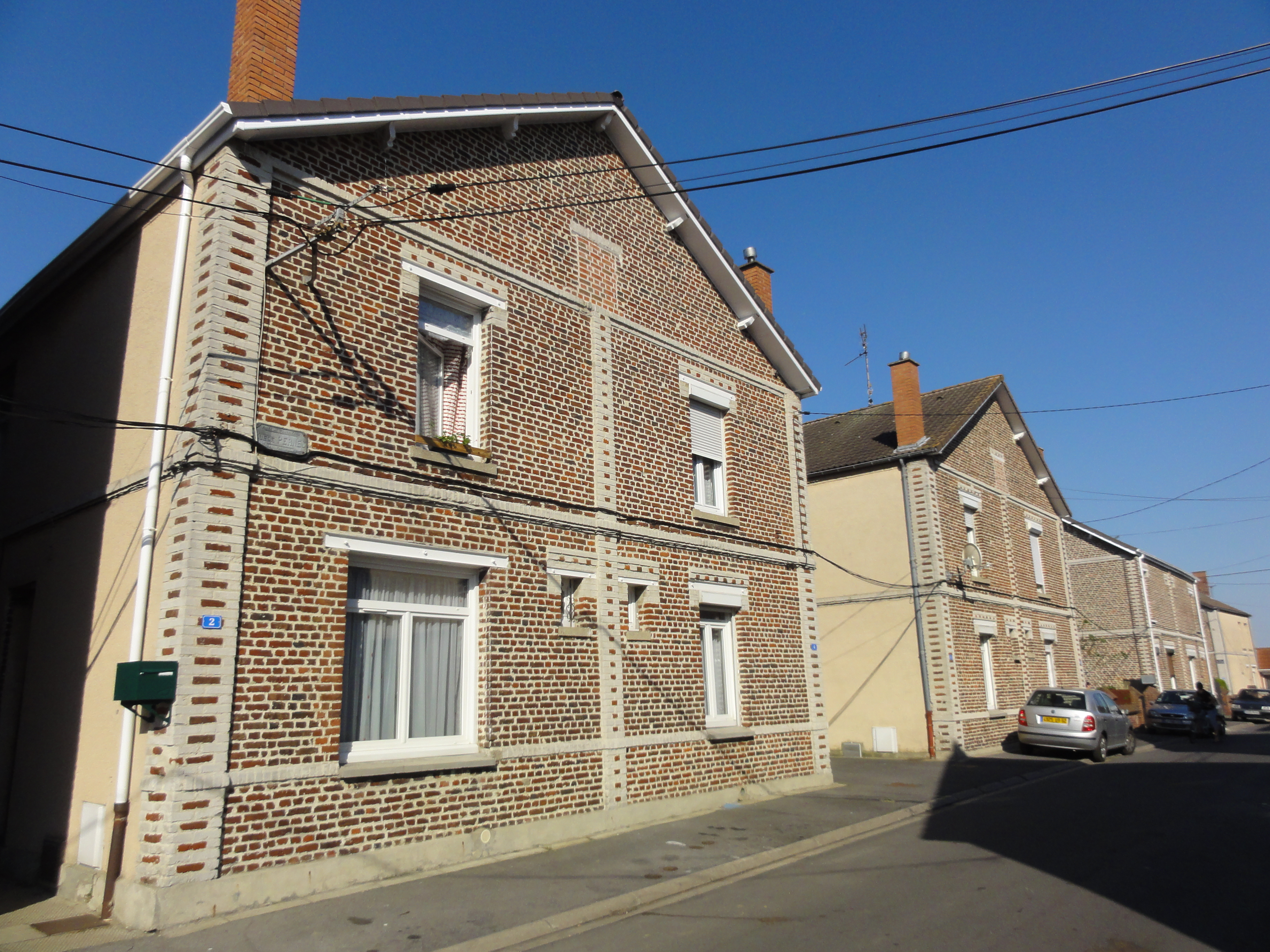
…par deux.

#### Autres lieux et monuments
- La Maison de l'Art et de la Communication (MAC) de Sallaumines.
- L'église Saint-Vaast.
- Le cimetière militaire allemand de Lens-Sallaumines.

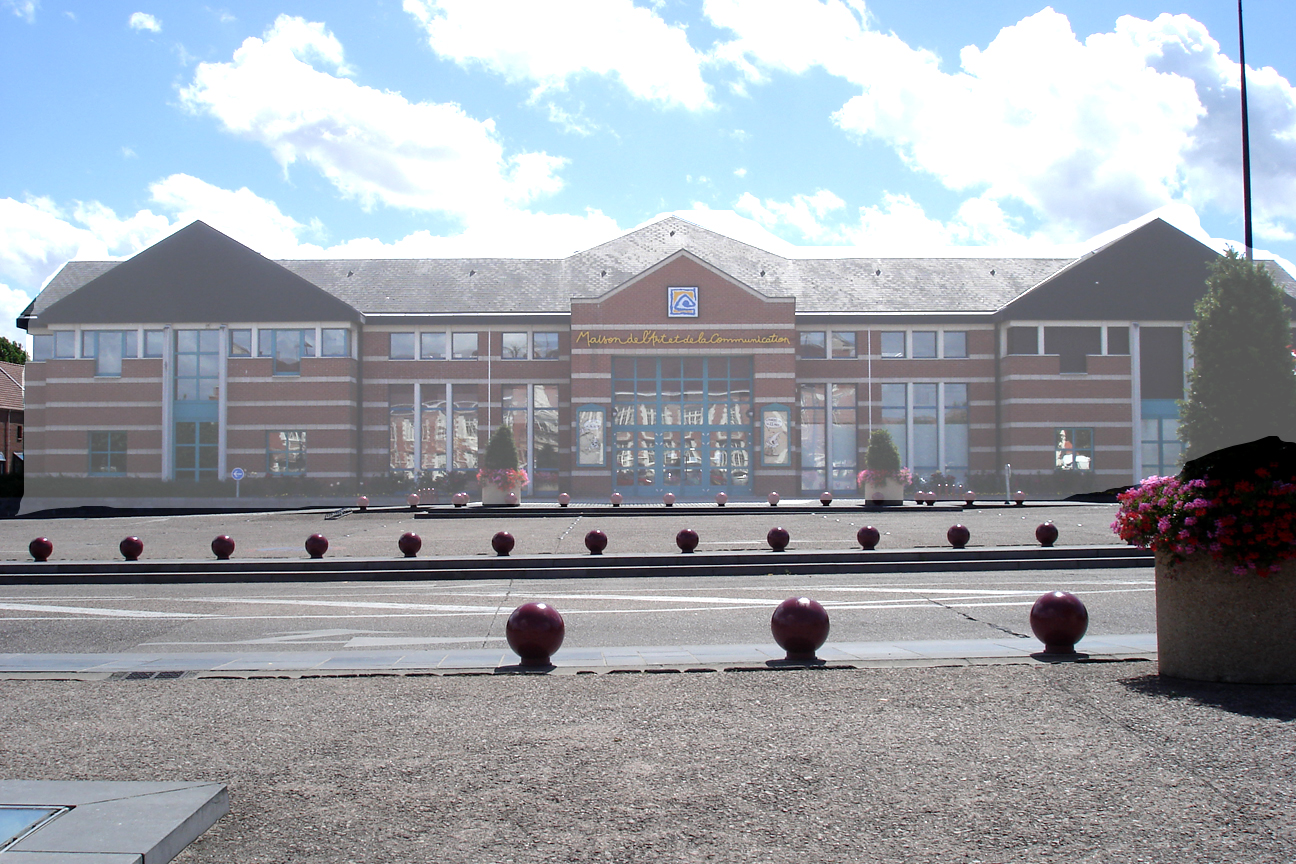
La Maison de l'Art et de la Communication (MAC) de Sallaumines.
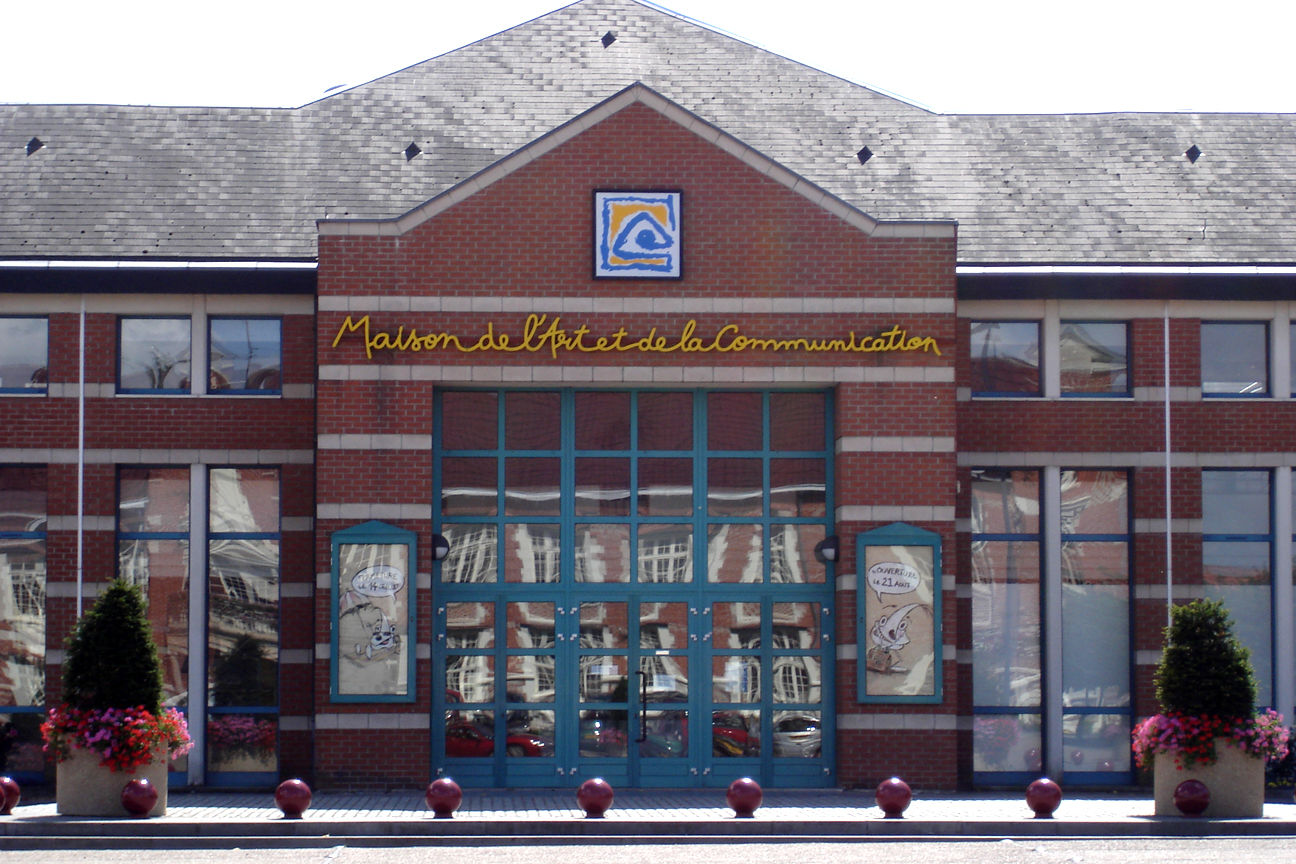
L'entrée de La Maison de l'Art et de la Communication (MAC) de Sallaumines.
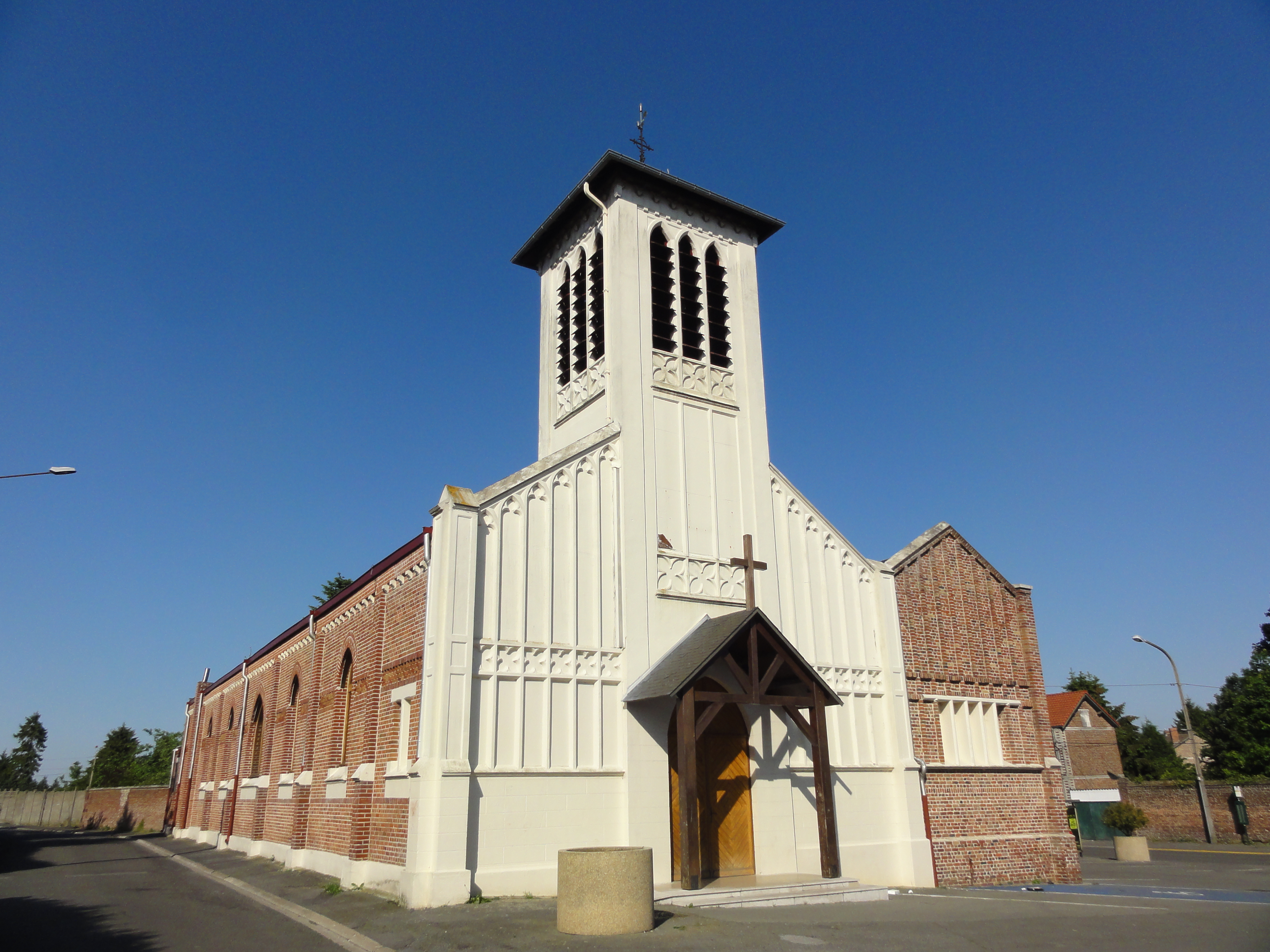
Église Saint-Vaast.

### Personnalités liées à la commune
- Max Immelmann (1890-1916) : un des as de la chasse allemande pendant la Première Guerre mondiale. Il fut le 1er pilote à recevoir la croix prussienne tant convoitée « pour le mérite » d'où le surnom de la « blaue Max » pour cette prestigieuse décoration qui était de couleur bleue et écrite en français. Immelmann fut tué en combat au-dessus de Sallaumines.
- Paul Courtin (1942-) : footballeur professionnel né à Sallaumines , passé par le RC Lens, le FC Nantes et le Nîmes Olympique.
- Gérard Théry (1933-2021) : Polytechnicien et ingénieur général des télécommunications né à Sallaumines . directeur général des Télécommunications du 16 octobre 1974 au 7 août 1981, et président de la Cité des sciences et de l'industrie de 1996 à 1998.

### Héraldique
|  | Les armes de la commune se blasonnent ainsi : d'azur au terril de sable, au puits de mine de gueules, ajouré d'argent, senestré d’une cheminée d'usine du même, le tout brochant sur le terril, surmonté d'une colombe essorante d'argent tenant en son bec un rameau du même. |

## Pour approfondir

#### Bases de données, dictionnaires et encyclopédies
- Ressources relatives à la géographie :   - Insee (communes)
  - Ldh/EHESS/Cassini
- Ressource relative à plusieurs domaines :   - Annuaire du service public français
- Ressource relative à la musique :   - MusicBrainz
- Notice dans un dictionnaire ou une encyclopédie généraliste :   - Gran Enciclopèdia Catalana
- Notices d'autorité :   - VIAF
  - BnF (données)
  - LCCN
  - Israël